# Copa da Guiana de Futebol de 2023
A GFF Elite League Cup (ou KFC Elite League Cup, por razões de patrocínio) foi a quinta edição oficial da Copa da Guiana, torneio organizado pela Federação de Futebol da Guiana (GFF).
Após a edição de 2022, que foi disputada por seleções regionais, devido à não normalização do futebol de clubes no país desde a pandemia de COVID-19, o torneio voltou a ser disputado por clubes, sendo rebatizado. 
Patrocinada pela KFC, esta nova edição contou apenas com as 10 equipes da GFF Elite League, que disputaram um prêmio total de 3 milhões de dólares.

## Formato
O torneio utilizou mais uma vez o sistema misto, adotado na edição não oficial de 2022, com fase de grupos e depois jogos eliminatórios. Participaram 10 times convidados, que foram divididos em dois grupos de 5 times cada. Os dois clubes melhores colocados de cada grupo classificaram-se para as semifinais, realizadas em partida única. Os dois vencedores disputam a final, também em partida única.

### Participantes
Disputaram a competição os 10 times da primeira divisão da temporada 2023 do Campeonato Guianense de Futebol.
| GFF Elite League os 10 times da temporada 2023 |
| - Ann's Grove United - Buxton United FC - Den Amstel FC - Fruta Conquerors - Guyana Defence Force FC - Milerock FC - Police FC - Santos FC - Victoria Kings FC - Western Tigers FC |

## Prêmios
O campeão da KFC Elite League Cup recebe 1 milhão e meio de dólares guianenses, e o vice-campeão um milhão de dólares. Os semifinalistas receberão 500 mil dólares (terceiro colocado) e 250 mil dólares (quarto colocado). Além disso, todas as esquipes participantes recebem 200 mil dólares, para preparar-se para a competição.

## Tabela

### Primeira Fase
Os jogos da primeira fase foram realizados entre os dias 22 de outubro e 19 de novembro.

### Grupo A
| # | Equipa               | J | V | E | D | GP | GC | SG  | Pts | Classificação                 |
| - | -------------------- | - | - | - | - | -- | -- | --- | --- | ----------------------------- |
| 1 | GDF FC (A)           | 4 | 4 | 0 | 0 | 18 | 2  | +16 | 12  | Classificados para semifinais |
| 2 | Buxton United FC (A) | 4 | 3 | 0 | 1 | 6  | 8  | −2  | 9   | Classificados para semifinais |
| 3 | Santos               | 4 | 2 | 0 | 2 | 7  | 8  | −1  | 6   | Salvos                        |
| 4 | Fruta Conquerors     | 4 | 0 | 1 | 3 | 0  | 5  | −5  | 1   | Salvos                        |
| 5 | Milerock             | 4 | 0 | 1 | 3 | 1  | 9  | −8  | 1   | Salvos                        |

Fonte: [carece de fontes?]
Regras para classificação: 1º pontos; 2º saldo de gols; 3º gols pró.
(C) = Campeão; (R) = Rebaixado; (P) = Promovido; (O) = Vencedor do play-off; (A) = Classificado para a próxima fase. 
Somente aplicável se a temporada não tiver terminado: 
(Q) = Classificado para a fase do torneio indicada; (TQ) = Classificado para o torneio, mas não para a fase indicada; (DQ) = Desclassificado do torneio.

### Grupo B
| # | Equipa                | J | V | E | D | GP | GC | SG  | Pts | Classificação                 |
| - | --------------------- | - | - | - | - | -- | -- | --- | --- | ----------------------------- |
| 1 | Western Tigers FC (A) | 4 | 3 | 0 | 1 | 14 | 4  | +10 | 9   | Classificados para semifinais |
| 2 | Police FC (A)         | 4 | 3 | 0 | 1 | 8  | 4  | +4  | 9   | Classificados para semifinais |
| 3 | Den Amstel            | 4 | 3 | 0 | 1 | 8  | 7  | +1  | 9   | Eliminados                    |
| 4 | Ann's Grove United    | 4 | 1 | 0 | 3 | 6  | 12 | −6  | 3   | Eliminados                    |
| 5 | Victoria Kings FC     | 4 | 0 | 0 | 4 | 0  | 9  | −9  | 0   | Eliminados                    |

Fonte: [carece de fontes?]
Regras para classificação: 1º pontos; 2º saldo de gols; 3º gols pró.
(C) = Campeão; (R) = Rebaixado; (P) = Promovido; (O) = Vencedor do play-off; (A) = Classificado para a próxima fase. 
Somente aplicável se a temporada não tiver terminado: 
(Q) = Classificado para a fase do torneio indicada; (TQ) = Classificado para o torneio, mas não para a fase indicada; (DQ) = Desclassificado do torneio.

## Fase Final
A fase final do torneio foi interrompida após as semifinais, após o desaparecimento de um helicóptero com integrantes da Guyana Defence Force. A partida final estava marcada, inicialmente, para o dia 8 de dezembro.
|  | Semifinal                | Semifinal         |       |  | Final                     | Final |  |
|  |                          |                   |       |  |                           |       |  |
|  | 26 de novembro – Leonora |                   |       |  |                           |       |  |
|  | Police FC                | 2                 |       |  |                           |       |  |
|  | Defense Force            | 7                 |       |  |                           |       |  |
|  |                          |                   |       |  |                           |       |  |
|  |                          |                   |       |  | 1 de janeiro – Georgetown |       |  |
|  |                          |                   |       |  | Defense Force             | 0 (8) |  |
|  |                          | Western Tigers FC | 0 (7) |  |                           |       |  |
|  |                          |                   |       |  |                           |       |  |
|  |                          |                   |       |  |                           |       |  |
|  |                          |                   |       |  |                           |       |  |
|  | 26 de novembro – Leonora |                   |       |  |                           |       |  |
|  | Buxton United FC         | 0                 |       |  |                           |       |  |
|  | Western Tigers FC        | 6                 |       |  |                           |       |  |

### Terceiro Lugar
| 1 de janeiro de 2024 | Police FC                                                     | 3 – 0 | Buxton United FC | Eve Leary Sports Ground, Georgetown |
| 18:00 UTC−04:00      | Pernel Schultz 61' · Neron Barrow 64' · Nicholas McArthur 86' |       |                  |                                     |

### Partida Final
| 1 de janeiro de 2024 | Western Tigers FC | (7) 0 – 0 (8) | Defence Force | Eve Leary Sports Ground, Georgetown |
| 20:00 UTC−04:00      |                   | Pênaltis      |               |                                     |

## Premiação
| Copa da Guiana de 2023                      |
| Guiana                                      |
| ------------------------------------------- |
| Guyana Defence Force FC Campeão (4º título) |

## Ligações Externas
- GFF - página no facebook